# Клячко Михайло
Клячко Михайло (н\д, Старощербинська станиця Єйського Відділу частини Кубанського Чорноморського Війська — †1 серпня 1965, Сан-Пауло, Бразилія) — козак Армії УНР.

## Біографія
Народився в станиці Старощербинівська, Кубань.
Під час Першої світової війни служив в Запорозькому полку російської армії. З початком Перших визвольних змагань — козак полку Чорних Запорожців. Брав участь у всіх боях полку та у Першому зимовому поході від 6 грудня 1919 року по 6 травня 1920 року. Обіймав різні посади до командира сотні включно.
Після звільнення з польських таборів виїхав до Франції на роботу і звідти 1929 року до Бразилії, де служила його сестра.
Помер і похований у Сан-Пауло, Бразилія.